# Hapalomantis lacualis
Hapalomantis lacualis är en bönsyrseart som beskrevs av Giglio-tos 1915. Hapalomantis lacualis ingår i släktet Hapalomantis och familjen Iridopterygidae. Inga underarter finns listade i Catalogue of Life.